# Isabel Pantoja
María Isabel Pantoja Martín (Sevilla, 2 d'agost de 1956), coneguda com a Isabel Pantoja o La Pantoja, és una cantant espanyola de fama internacional especialitzada en gèneres com a copla andalusa, flamenc i cançó melòdica. Reconeguda com una de les cantants espanyoles més importants, ha publicat vint-i-vuit àlbums i ha venut trenta milions de discos. Per les seves vendes, ha obtingut cent cinquanta discos de platí i cinquanta discos d'or en vendes d'àlbums, tres discos de platí en vendes de DVD i un Disc d'Art atorgat a Puerto Rico el 2023.
Va començar la seva carrera a principis dels anys setanta i va aconseguir la fama internacional el 1985, amb el disc Marinero de luces, dedicat enterament al torero Francisco Rivera, amb qui va estar casada poc més d'un any, a causa de la seva tràgica mort el 1984. Des de aleshores, la seva presència als mitjans de comunicació d'Espanya i d'Amèrica Llatina ha estat contínua i, per moments, complicada. "La Pantoja", com es diu habitualment, és una de les artistes més mediàtiques del seu país i de més fama a Amèrica Llatina.

## Biografia
Isabel Pantoja va néixer el 2 d'agost de 1956 al carrer Juan Díaz de Solís, número 8, al barri de Triana de la ciutat espanyola de Sevilla. Els seus pares eren Juan Pantoja Cortés (1922-16 de juliol de 1974), lletrista de fandangos pertanyent al trio Los Gaditanos, i Ana María Martín Villegas (22 de maig de 19314-28 de setembre de 2021), bailaora en les companyies de Pepe Pinto i Juanita Reina. El seu germà Agustín Pantoja va ser també cantant entre els anys 80 i 90 i el seu germà Juan Antonio ha exercit com a guitarrista en moltes actuacions. Va tenir un altre germà anomenat Bernardo (Sevilla, 1953 - 25 de novembre de 2022), que no es va dedicar al món artístic (encara que va ser el seu xofer durant un temps), però en canvi sí la seva neboda Anabel, que és assistent personal de la seva tia des de fa alguns anys i treballa en programes de premsa rosa de la televisió. L'avi patern d'Isabel va ser el cantaor Antonio Pantoja Jiménez (mort el 9 de desembre de 1977), inicialment anomenat Pipoño de Jerez i posteriorment Chiquetete Pare. L'avi matern d'Isabel era un botiguer molt conegut al Mercat de Sevilla, anomenat La Lechuga.
Va estar casada amb el torero Francisco Rivera, popularment conegut com a Paquirri, fins a la mort d'aquest. També va tenir una relació sentimental primer amb l'empresari Diego Gómez fins al 2003 i posteriorment amb el polític espanyol i exalcalde de Marbella, Julián Muñoz. Té dos fills, Francisco José Rivera Pantoja (Sevilla, 9 de febrer de 1984), fruit del seu matrimoni amb Francisco Rivera, i María Isabel Pantoja Martín (Cuzco, Perú, el 8 de novembre de 1995), adoptada el 1996.
El seu fill Kiko li va donar un net, Francisco Rivera Bueno (Sevilla, 6 de novembre del 2012), nascut de la seva relació amb la model Jessica Bueno Álvarez; el 15 de desembre de 2015 li dona una néta: Ana Rivera Rosales (nascuda a Castilleja de la Cuesta (Sevilla)) de la seva relació amb la seva actual esposa Irene Rosales Vázquez, i el 30 de gener de 2018 tots dos li donen la seva quarta néta, Carlota Rivera Rosales (nascuda a Castilleja de la Cuesta (Sevilla)). La seva filla María Isabel li va donar un altre net: Alberto Isla Pantoja (Màlaga, 7 de març de 2014), de la seva relació amb la seva parella Alberto Isla Cuadrado.
Isabel Pantoja ha estat a més un personatge habitual dels cercles de la premsa rosa i el cor, en el seu cercle d'estretes amistats d'altres famosos com el cantautor mexicà Juan Gabriel. Aquesta premsa sensacionalista l'ha relacionat amb la cantant María del Monte, padrina de la seva filla María Isabel.8
L'any 2007 es va veure embolicada al Cas Malaia, una operació contra la corrupció a la ciutat de Marbella. El 21 de novembre del 2014 va ingressar a la presó per complir una condemna de dos anys de presó, després de ser trobada culpable d'un delicte de blanqueig de capitals. El 4 de desembre de 2015 se li va concedir el tercer grau.9 El 28 d'octubre de 2016 li va ser concedida la llibertat.10
L'any 2023 es va confirmar el seu enamorament cap al col·lega i també artista Alberto Aguilera Valadez "Juan Gabriel", i és que es va donar a conèixer que van tenir una petita relació sentimental, si bé encara sense confirmar-se bé les dates.

## Carrera artistíca

### Primers èxits
Isabel no va trigar a formar companyia pròpia i durant anys va cultivar la cobla, gènere en decadència en aquell moment i l'interès del qual en el públic va aconseguir ressuscitar. D'aquesta època són temes com "L'ocell verd", "Garlochí" o "El senyoret". El 1983 va sortir a la llum el seu primer àlbum de música pop: Canviar per tu, compost per Paco Cepero amb temes com "En la boira" o "Res", a més del que donava títol al disc. Des d'aquell moment, Isabel Pantoja ha alternat balades i cançons romàntiques amb la cobla; amb la qual ha venut aproximadament 30 milions de còpies.[cita requerida]

### Matrimoni i viduïtat
El 30 d'abril del 1983, Isabel es va casar amb el torero Francisco Rivera Pérez, conegut com a Paquirri, a la basílica del Gran Poder de Sevilla.
La mort de Paquirri el 26 de setembre de 1984, cornejat a la plaça de toros de Pozoblanco, va tenir gran repercussió al país. Isabel es va convertir en "la vídua d'Espanya". La premsa rosa la va catapultar com el personatge més perseguit, especialment quan vivia el seu dol en reclusió.
Després d'un prolongat silenci, va reaparèixer al mercat discogràfic en 1985 amb l'àlbum Mariner de llums, compost per José Luis Perales, que va aconseguir l'èxit comercial amb un milió dues-centes vuitanta mil còpies venudes a Espanya.[cita requerida]

### Nous ritmes
El 1988 el va seguir Des d'Andalusia, un treball de l'autor i cantant mexicà Juan Gabriel. Són cançons amb un ritme i estil molt diferents de Mariner de llums. Cançons com "Fes-me teva una vegada més", "Quants dies més" i, en especial, "Així va ser" (amb la seva famosa frase «No t'aferris, no t'aferris a un impossible») van sonar en un gran nombre de concerts a Espanya ia diversos països d'Amèrica.
El 1989 va llançar el disc Se m'enamora l'ànima; amb ritmes més moderns i que també van ser escrits per Perales. Posteriorment arribaria Cor ferit (1992) i De ningú (1993).11

### Debut al cinema: Jo sóc aquesta (1990)
Barril de xerès signat per Isabel Pantoja als cellers El Pimpi de Màlaga.
El 1990 va protagonitzar la pel·lícula Yo sóc aquesta, juntament amb José Coronado i Loles León i dirigida per Luis Sanz. Sanz era un gran coneixedor del món de l'espectacle i de la cobla i havia influït decisivament en la carrera artística de figures com Rocío Dúrcal, Rocío Jurado i Pastora Soler. Totes les cançons, grans èxits de la cobla de les seves antecessores, van ser recollides amb algunes altres en un doble àlbum titulat La cançó espanyola que Isabel va gravar al costat de l'Orquestra Filharmònica de Londres dirigida per Luis Cobos.
Un any després va repetir al cinema amb El dia que vaig néixer jo, dirigida aquesta vegada per Pedro Olea i protagonitzada amb Arturo Fernández i Joaquim d'Almeida.

### Llançaments
Amb una producció discogràfica molt àmplia, més de 20 discos publicats, Isabel Pantoja va realitzar nombroses gales per Espanya i Llatinoamèrica. A l'abril de 2005, el duet de músics Pumpin' Dolls va produir un àlbum atípic que va consistir en remescles de ball dels temes més famosos de la cantant. Aquest mateix any, Isabel Pantoja també va publicar un CD+DVD titulat Simfonia de la Cobla, l'enregistrament en directe d'un recital ofert al Palau de la Música Catalana de Barcelona, culminant amb ell una gira de concerts per tot Espanya durant tot aquest mateix any.

### Campanades 2011-2012
Isabel va ser l'elegida, juntament amb el seu fill Kiko Rivera i amb el presentador Jorge Javier Vázquez, per retransmetre en directe des de la plaça Puerta del Sol a Madrid les campanades de la nit de Cap d'Any 2011-2012, fruit de la recent relació contractual entre la cantant i Mediaset Espanya. Les campanades van ser les més seguides de la història dels canals privats.[cita requerida]

### Reaparició el 2016
A la tardor del 2013, un any abans del seu ingrés a la presó per delictes fiscals, Isabel Pantoja va gravar discretament un nou àlbum de cançons (titulat Fins que s'apagui el sol) amb la col·laboració de Juan Gabriel. Poc abans, a l'agost d'aquell any, va participar en un històric recital de l'ídol mexicà cantant "Així va ser" en un malbaratament expressiu, amb molt de sentiment la qual cosa fa aquesta cançó clàssica d'ella.[cita requerida]
L'últim treball discogràfic d'Isabel Pantoja amb Juan Gabriel ha estat inèdit durant tres anys, promocionant-se el novembre del 2016, coincidint amb la reaparició d'Isabel als escenaris després de sortir de la presó, i mesos després de la mort del cantautor mexicà ocorregut el 28 d'agost del 2016.

### 2017
Després d'algunes visites anteriors a Xile, el dimecres 22 de febrer es va presentar per primera vegada al Festival Internacional de la Cançó de Vinya del Mar, on va obtenir la Gavina de Plata, la Gavina d'Or i de manera especial la Gavina de Platí de mà de l'alcaldessa de Vinya del Mar, Virginia Reginato.12 I l'1 de març torna a Perú, després de 20 anys d'absència, on ofereix un concert simfònic al Jockey Club del Perú de la ciutat de Lima davant 16 000 persones. 13 14

### 2018
L'1 de febrer de 2018 va atendre llargament els mitjans de comunicació, opinant sobre les crítiques que havia rebut els últims anys.15 En aquest mateix mes, es va conèixer que la seva gira a Amèrica havia estat cancel·lada per problemes relacionats amb el visat. 16
El dia 14 de setembre del 2018, Isabel Pantoja va trucar per sorpresa al mòbil de la seva examiga Chelo García Cortés per donar unes declaracions al programa Sálvame mentre aquest s'emetia en directe. En una intervenció històrica que duraria aproximadament una hora i 15 minuts, va parlar sobre la seva filla i la seva exempleada de la llar (Dulce Delapiedra), a més de discutir altres temes relacionats amb els col·laboradors del programa. Aquest moment va ser el més vist del dia a la televisió, aconseguint els 5 milions d'espectadors durant la trucada.17 Així mateix, el dia 21 va tornar a trucar per abordar els mateixos temes.18

### 2019
El 9 d'abril es va anunciar la tornada a Mediaset España amb un contracte de llarga durada. El seu primer treball serà ser concursant de supervivents.
El desembre del mateix any la cantant va publicar a les seves xarxes socials la portada del qual se'n seria el nou senzill amb un aspecte irreconeixible. Més tard va publicar el seu nou senzill a Instagram com a regal nadalenc per als seus aficionats. El senzill estava compost pel desaparegut Juan Gabriel i produït per José Luis Cobos.

### 2020-2022
El 2022, Isabel Pantoja va fer la seva única aparició pública a Espanya durant l'Orgull LGTBI de Madrid
El 14 de febrer llança el seu nou senzill «Enamora't» a totes les plataforma digitals i el videoclip del mateix a YouTube amb un modernitzat look i enfundada en un vestit de lluentons transcorre aquest videoclip rodat en un meravellós teatre al més pur estil novaiorquès. A més, fa una picada d'ullet als seus aficionats del col·lectiu LGTBI envoltant-se de transformistes simulant una orquestra. Amb aquest senzill torna a la música després de 4 anys sense treure alguna cosa inèdita.
El 6 de març va tornar als escenaris per presentar el seu nou senzill «Enamora't», així com totes les cançons que l'han acompanyat durant la seva carrera musical. El concert es va fer al WiZink Center de Madrid, concert que serviria d'obertura per a la nova gira musical d'Isabel Pantoja: la seva gira Enamórate, que es va haver d'ajornar a causa de la pandèmia del COVID-19. A finals del 2020 Isabel trauria un disc de versions anomenat Cançons que m'agraden. Isabel Pantoja va tornar a televisió com a coach de dos programes talent-show de Telecinco. Finalment va tornar als escenaris en un dels concerts ajornats a Jerez de la Frontera durant agost de 2021, al Festival Tío Pepe. Al juny de 2022 va tornar amb la seva Gira Enamora't a diversos països de Llatinoamèrica i va anunciar dates a USA. Durant l'Orgull de Madrid va ser guardonada amb el premi Mr. Gay 2022,19 on Isabel va exclamar: "Sóc una més de vostès, el vostre orgull és el meu orgull", durant una gala multitudinària a la Plaça de Colom de Madrid.

## Cas Malaia
El 2007, Pantoja es va veure embolicada a l'escàndol de l'anomenat Cas Malaya, nom que va rebre una operació contra la corrupció urbanística a Espanya que havien comès alguns dirigents de l'Ajuntament de Marbella (Màlaga) i diversos empresaris i advocats. El seu company sentimental, Julián Muñoz, exalcalde d?aquesta localitat, va ser un dels principals imputats.
El 2 de maig del 2007, Isabel Pantoja va ser detinguda acusada de cometre diversos delictes contra la hisenda pública i de blanqueig de capitals. El jutge Miguel Ángel Torres, instructor del Cas Malaia i titular del jutjat d'instrucció número cinc de Marbella, va decretar llibertat sota fiança de 90 000 euros per a la tonadillera després d'unes hores d'arrest a comissaria.20
La investigació a la cantant va tenir una gran repercussió a la societat espanyola, fins i tot en el terreny de la política, arribant a ser comentat pel llavors portaveu del PP al Congrés Eduardo Zaplana.21
El 16 d'abril del 2013 va ser condemnada a 24 mesos de presó per blanqueig de capitals, havent d'afrontar amb els seus béns una multa d'1 147 000 euros.22 23 l'Audiència de Màlaga per després poder demanar la suspensió del seu ingrés a la presó.
Davant la negativa de la Fiscalia, el 21 de novembre de 2014 va ingressar a la presó d'Alcalá de Guadaíra per complir una pena de dos anys de presó per blanqueig de capitals.26
El 4 de desembre del 2015 obté el tercer grau de semillibertat.
El 2 de març de 2016 li concedeixen la llibertat condicional que li permet no tornar a presó i viatjar per tot el territori espanyol sota el control dels serveis socials penitenciaris.27 Això li permet preparar-se per a una reaparició als escenaris, prevista per a finals de 2016, coincidint amb la publicació de l'àlbum de cançons Fins que s'apagui el sol que va gravar amb el mexicà Juan Gabriel el 2013, abans d'ingressar a la presó, i que roman inèdit des de llavors.
El 28 d'octubre del 2016 la seva condemna per blanqueig de capitals va expirar, així que va reprendre la seva carrera artística.28 29

## Discografia
- 1974 - "Fue por tu voz"[1][2]
- 1975 - "Que dile y dile"[3][4]
- 1976 - "Niña Isabela"
- 1979 - "22 Abriles tengo"
- 1981 - "¡A la limón!"
- 1981 - "Amante, amante"
- 1982 - "¡Viva Triana!"
- 1983 - "Cambiar por tí"
- 1985 - "Marinero de luces"
- 1987 - "Tú serás mi Navidad"
- 1988 - "Desde Andalucía"
- 1989 - "Se me enamora el alma"
- 1990 - "La canción española (BSO Yo soy esa)"
- 1992 - "Corazón herido"
- 1993 - "De nadie"
- 1996 - "Amor eterno"
- 1998 - "Veneno"
- 1999 - "A tu vera"
- 2002 - "Donde el corazón me lleve"
- 2003 - "Mi Navidad flamenca"
- 2004 - "Buena suerte"
- 2005 - "By Pumpin' Dolls"
- 2005 - "Sinfonía de la Copla"
- 2005 - "Mi canción de Navidad"
- 2006 - "10 boleros y una canción de amor"
- 2006 - "Un trocito de locura"
- 2010 - "Isabel Pantoja"

## Filmografía

### Cine
| Año  | Película           | Director   | Personaje                  |
| ---- | ------------------ | ---------- | -------------------------- |
| 1990 | Yo soy esa         | Luis Sanz  | Ana Montes / Carmen Torres |
| 1991 | El día que nací yo | Pedro Olea | Juana Medina               |

### Sèries de televisió
| Año  | Serie         | Canal   | Personaje       | Notas       |
| ---- | ------------- | ------- | --------------- | ----------- |
| 1977 | Curro Jiménez | La 1    | Araceli         | 2 episodios |
| 2019 | Paquita Salas | Netflix | Voz de cabecera | 5 episodios |

### Programes de televisió
| Año         | Programa                                             | Canal              | Notas                       |
| ----------- | ---------------------------------------------------- | ------------------ | --------------------------- |
| 1976        | Especial de Navidad 76                               | La 1               | Invitada                    |
| 1978        | Cantares                                             | La 1               | Invitada                    |
| 1982        | Estudio abierto                                      | La 1               | Invitada (junto a Paquirri) |
| 1984        | Superstar                                            | La 1               | Presentadora - 1 episodio   |
| 1994        | Al Rocío, con Isabel                                 | Antena 3           | Presentadora                |
| 1999 - 2003 | Noche de fiesta                                      | La 1               | Invitada                    |
| 2001        | Amigos en la noche                                   | La 1               | Presentadora                |
| 2005        | Gente de Primera                                     | La 1               | Madrina                     |
| 2007        | Sorpresa, Sorpresa                                   | Antena 3           | Invitada                    |
| 2006        | Sábado noche                                         | La 1               | Presentadora                |
| 2011        | Supervivientes                                       | Telecinco          | Invitada                    |
| 2011 - 2012 | Campanadas de fin de año                             | Telecinco          | Presentadora                |
| 2012        | ¡Qué tiempo tan feliz!                               | Telecinco          | Invitada                    |
| 2014        | Sábado sensacional                                   | La 1               | Invitada                    |
| 2017        | Festival Internacional de la Canción de Viña del Mar | Fox Networks Group | Invitada                    |
| 2017; 2023  | El hormiguero                                        | Antena 3           | Invitada                    |
| 2019        | Gran Hermano Dúo                                     | Telecinco          | Invitada                    |
| 2019        | Supervivientes                                       | Telecinco i Cuatro | Concursante                 |
| 2020        | Idol Kids                                            | Telecinco          | Jurado                      |
| 2020 - 2021 | Volverte a ver                                       | Telecinco          | Invitada                    |
| 2021        | Top Star. ¿Cuánto vale tu voz?                       | Telecinco          | Jurado                      |